# Salem (Utah)
Salem és una població dels Estats Units a l'estat de Utah. Segons el cens del 2000 tenia 4.372 habitants.

## Demografia
Segons el cens del 2000, Salem tenia 4.372 habitants, 1.128 habitatges, i 1.009 famílies. La densitat de població era de 318,5 habitants per km².
Dels 1.128 habitatges en un 56% hi vivien nens de menys de 18 anys, en un 82,3% hi vivien parelles casades, en un 5,1% dones solteres, i en un 10,5% no eren unitats familiars. En el 9,7% dels habitatges hi vivien persones soles el 5,1% de les quals corresponia a persones de 65 anys o més que vivien soles. El nombre mitjà de persones vivint en cada habitatge era de 3,86 i el nombre mitjà de persones que vivien en cada família era de 4,14.
Per edats la població es repartia de la següent manera: un 40,6% tenia menys de 18 anys, un 10,2% entre 18 i 24, un 25% entre 25 i 44, un 16,4% de 45 a 60 i un 7,8% 65 anys o més.
L'edat mediana era de 24 anys. Per cada 100 dones de 18 o més anys hi havia 98,2 homes.
La renda mediana per habitatge era de 54.813 $ i la renda mediana per família de 57.557 $. Els homes tenien una renda mediana de 40.116 $ mentre que les dones 22.798 $. La renda per capita de la població era de 16.507 $. Entorn del 3,1% de les famílies i el 4,1% de la població estaven per davall del llindar de pobresa.

## Poblacions més properes
El següent diagrama mostra les poblacions més properes.